# بلوار آرزوهای برباد (ترانه گرین دی)
«بلوار آرزوهای برباد (به انگلیسی: Boulevard of Broken Dreams) تک‌آهنگی از گرین دی است که در سال ۲۰۰۴ میلادی منتشر شد.
این تک‌آهنگ در چارت‌های استرالیا، والونیا، دانمارک، سوئد، اتریش، فلاندرز، نیوزلند، نروژ جزو ده ترانه اول قرار گرفت.